# The Record Changer
The Record Changer war ein US-amerikanisches Jazz-Magazin in New York City, das 1942 bis 1956 als Magazin für Jazz-Plattensammler bestand.
Das Magazin war eines von vielen Magazinen von Jazz-Enthusiasten und Plattensammlern, die Ende der 1930er und Anfang der 1940er Jahre gegründet wurden, die aber alle kurzlebig waren, außer The Record Changer. Besitzer war ab 1948 der Plattensammler Bill Grauer, der seinen Freund Orrin Keepnews als Herausgeber holte (was dieser als Nebenjob nachts erledigte).
Viele der Illustrationen stammten von Gene Deitch, der auch Artistic Director des Magazins wurde. Von ihm stammt die Cartoon-Figur des glatzköpfigen, brilletragenden Oldtime-Jazz Liebhabers The Cat, der dann auch häufig in der Zeit von 1945 bis 1951 auf dem Cover war.
Bis etwa 1948 propagierte die Zeitschrift vor allem traditionellen Jazz, erst mit der Übernahme durch Grauer und Keepnews auch Bebop und Modern Jazz.
In der Zeitschrift waren Essays und Interviews neben diskographischen Informationen. Zu den Autoren der 1950er-Jahre gehörte der Klarinettist Richard Hadlock.